# NGC 7387
NGC 7387 este o galaxie situată în constelația Pegas. A fost descoperită în 9 septembrie 1856 de către William Parsons, 3rd Earl of Rosse⁠(d). Se află la o distanță de 79,8 de megaparseci de Pământ.